# Helena Olofsson
Helena Olofsson, född 19 oktober 1978 , är en svensk friidrottare som tävlar för Rånäs 4H sedan 2003 och satsar på distanser från 10 000 m upp till maraton.
Olofsson är en mycket framgångsrik löpare, med SM-medaljer på bana, terräng och maraton. Dessutom har hon vunnit och kommit trea två gånger på Lidingöloppet (30 km). Olofsson är utbildad veterinär och bor i Uppsala. 

## Personliga rekord
| Utomhus - 3 000 meter – 9:46,80[källa behövs] - 3 000 meter – 10:01,61 (Växjö 29 juni 2004) - 5 000 meter – 16:58[källa behövs] - 5 000 meter – 17:13,48 (Helsingborg 21 augusti 2005) - 10 000 meter – 35:07,89 (Tönsberg, Norge 22 maj 2004) - 3 000 meter hinder – 10:51,22 (Helsingborg 20 augusti 2005) - 10 km landsväg – 34:50[källa behövs] - 10 km landsväg – 35:49 (Stockholm 14 augusti 2004) - Halvmaraton – 1:17:38 (Karlstad 13 september 2003) - Maraton – 2:44:30 (Florens, Italien 27 november 2005) - Maraton – 2:48:32 (Frankfurt, Tyskland 29 oktober 2006) |

### Fotnoter
1. 1 2 3  ”Karensövergångar 2003”. friidrott.se. 9 oktober 2003. Arkiverad från originalet den 13 augusti 2017. https://web.archive.org/web/20170813223427/http://www.friidrott.se/forbundsinfo/overgangar/Karens03.aspx. Läst 30 november 2016.
2. ↑  Wiger 2006, s. 196.
3. ↑  ”SM i marathon 2006”. marathon.se. http://registration.marathon.se/ResultList.aspx?LanguageCode=sv&RaceId=51. Läst 1 juni 2016.
4. ↑  Wiger 2006, s. 196.
5. ↑  Wiger 2006, s. 206.
6. 1 2  Wiger 2006, s. 204.
7. ↑  ”Terräng-SM 2006”. bahnhof.se. Arkiverad från originalet den 5 mars 2016. https://web.archive.org/web/20160305013501/http://privat.bahnhof.se/wb410921/hemlingbylk/resultat_terrang-sm_2006_senior.htm. Läst 1 juni 2016.
8. ↑  Wiger 2006, s. 255.
9. ↑  Wiger 2006, s. 256.
10. ↑  ”Stora inne-SM 2004, resultat” (htm). idrottonline.se. Arkiverad från originalet den 23 november 2015. https://web.archive.org/web/20151123030953/http://iof2.idrottonline.se/ImageVaultFiles/id_16756/cf_78/040222ism.HTM. Läst 21 april 2015.
11. 1 2 3 4 5 6 7 8  ”Personsida på AllAthletics”. all-athletics.com. Arkiverad från originalet den 1 december 2016. https://web.archive.org/web/20161201015202/http://www.all-athletics.com/node/148690. Läst 30 november 2016.